# Nathan Rutjes
Nathan Rutjes (Rotterdam, 1º dicembre 1983) è un allenatore di calcio ed ex calciatore olandese, di ruolo centrocampista.

## Caratteristiche tecniche
È un mediano.

## Statistiche

### Presenze e reti nei club
Statistiche aggiornate al 6 gennaio 2017.
| Stagione                | Squadra                 | Campionato              | Campionato | Campionato | Coppe nazionali | Coppe nazionali | Coppe nazionali | Coppe continentali | Coppe continentali | Coppe continentali | Altre coppe | Altre coppe | Altre coppe | Totale | Totale | Totale |
| Stagione                | Squadra                 | Comp                    | Pres       | Reti       | Comp            | Pres            | Reti            | Comp               | Pres               | Reti               | Comp        | Pres        | Reti        | Pres   | Reti   |        |
| ----------------------- | ----------------------- | ----------------------- | ---------- | ---------- | --------------- | --------------- | --------------- | ------------------ | ------------------ | ------------------ | ----------- | ----------- | ----------- | ------ | ------ | ------ |
| 2005-2006               | Sparta Rotterdam        | ERE                     | 1          | 0          | CO              | 0               | 0               |                    | -                  | -                  |             | -           | -           | 1      | 0      |        |
| 2006-2007               | Sparta Rotterdam        | ERE                     | 1          | 0          | CO              | 0               | 0               |                    | -                  | -                  |             | -           | -           | 1      | 0      |        |
| 2007-2008               | Sparta Rotterdam        | ERE                     | 17         | 1          | CO              | 0               | 0               |                    | -                  | -                  |             | -           | -           | 17     | 1      |        |
| 2008-2009               | Sparta Rotterdam        | ERE                     | 15         | 0          | CO              | 1               | 0               |                    | -                  | -                  |             | -           | -           | 16     | 0      |        |
| 2009-2010               | Sparta Rotterdam        | ERE                     | 21         | 0          | CO              | 3               | 0               |                    | -                  | -                  |             | -           | -           | 24     | 0      |        |
| 2010-2011               | Sparta Rotterdam        | EED                     | 21         | 1          | CO              | 0               | 0               |                    | -                  | -                  |             | -           | -           | 21     | 1      |        |
| 2011-2012               | Sparta Rotterdam        | EED                     | 15+1       | 0          | CO              | 1               | 0               |                    | -                  | -                  |             | -           | -           | 17     | 0      |        |
| Totale Sparta Rotterdam | Totale Sparta Rotterdam | Totale Sparta Rotterdam | 92         | 2          |                 | 5               | 0               |                    | -                  | -                  |             | -           | -           | 97     | 2      |        |
| 2012-2013               | MVV                     | EED                     | 26+2       | 1          | CO              | 1               | 0               |                    | -                  | -                  |             | -           | -           | 29     | 1      |        |
| 2013-2014               | MVV                     | EED                     | 28         | 1          | CO              | 3               | 0               |                    | -                  | -                  |             | -           | -           | 31     | 1      |        |
| Totale MVV              | Totale MVV              | Totale MVV              | 56         | 2          |                 | 4               | 0               |                    | -                  | -                  |             | -           | -           | 60     | 2      |        |
| 2014-2015               | Roda JC                 | EED                     | 26+1       | 1          | CO              | 1               | 0               |                    | -                  | -                  |             | -           | -           | 28     | 1      |        |
| 2015-2016               | Roda JC                 | ERE                     | 15         | 0          | CO              | 2               | 0               |                    | -                  | -                  |             | -           | -           | 17     | 0      |        |
| 2016-2017               | Roda JC                 | ERE                     | 5+3        | 0          | CO              | 1               | 0               |                    | -                  | -                  |             | -           | -           | 9      | 0      |        |
| 2017-2018               | Roda JC                 | ERE                     | 3          | 0          | CO              | 2               | 1               |                    | -                  | -                  |             | -           | -           | 5      | 1      |        |
| Totale carriera         | Totale carriera         | Totale carriera         | 201        | 5          |                 | 15              | 1               |                    | -                  | -                  |             | -           | -           | 216    | 6      |        |